# Trapezia corallina
Trapezia corallina is een krabbensoort uit de familie van de Trapeziidae. De wetenschappelijke naam van de soort is voor het eerst geldig gepubliceerd in 1856 door Gerstaecker.